# Óscar Miñambres
Óscar Miñambres Pascual (ur. 1 lutego 1981 w Madrycie) – hiszpański piłkarz grający na pozycji prawego obrońcy w Hércules CF.
Przez prawie całą swoją dotychczasową aktywność piłkarską związany był z madryckim klubem, jednak liczne kontuzje przerwały dobrze zapowiadającą się karierę. Przed sezonem 2006/2007 jego kontrakt z Realem został rozwiązany. W barwach Królewskich zadebiutował 10 lipca 2001 w wieku 21 lat w meczu przeciwko UD Las Palmas, wygranym przez drużynę z Madrytu 7:0.
31 sierpnia 2004 został wypożyczony do Espanyolu Barcelona. 22 grudnia 2004 w meczu z Valencią zerwał więzadła w kolanie i nie rozegrał już żadnego meczu w barwach Espanyolu. Po zakończeniu sezonu 2004/2005 wrócił do Madrytu, lecz sezon 2005/2006 spędził lecząc kontuzję i nie zagrał w żadnym oficjalnym meczu. W styczniu 2007 roku, po wyleczeniu kontuzji, znowu został włączony do kadry Realu, a latem trafił do drugoligowego Hércules CF, dzień później z powodu niewyleczonego kolana ogłosił zakończenie kariery.

## Kariera piłkarska
| Sezon      | Klub                 | Mecze | Gole |
| ---------- | -------------------- | ----- | ---- |
| 1999–2000  | Real Madryt Castilla | 0     | 0    |
| 2000–2001  | Real Madryt Castilla | 30    | 2    |
| 2001–2002  | Real Madryt          | 5     | 0    |
| 2002–2003  | Real Madryt          | 19    | 0    |
| 2003–2004  | Real Madryt          | 2     | 0    |
| 2004–2005  | Espanyol Barcelona   | 5     | 0    |
| 2005–2006  | Real Madryt          | 0     | 0    |
| 2006–2007* | Real Madryt          | 0     | 0    |

*Stan na 14 lutego 2007.

## Sukcesy
- Zwycięzca Ligi Mistrzów 2002
- Zdobywca Pucharu Interkontynentalnego 2002
- Zdobywca Superpucharu Europy 2002
- Mistrz Hiszpanii 2003
- Zdobywca Trofeo Santiago Bernabéu 2005